# Propadién
A propadién szerves vegyület, a legegyszerűbb allén, azaz olyan vegyület, amelyben kumulált C=C kettős kötés található. Képlete H2C=C=CH2, triviális neve allén. Speciális hegesztésekhez használt gázkeverékek (MAPP-gáz) alkotórésze.

## Előállítása és propinnal való egyensúlya
Az allén a propinnal kémiai egyensúlyban van, keveréküket MAPD-nek is nevezik a metil-acetilén (a propin másik neve)-propadién rövidítéséből:
H3CC≡CH  ⇌  H2C=C=CH2
Keq = 0,22 (270 °C),  0,1 K (5 °C)
Az MAPD a vegyiparban fontos kiindulási anyagként használt propán propénné történő krakkolása során keletkezik – többnyire nemkívánatos – melléktermékként. Az MAPD akadályozza a propén katalitikus polimerizációját.

## Fordítás
Ez a szócikk részben vagy egészben az Propadiene című angol Wikipédia-szócikk ezen változatának fordításán alapul.  Az eredeti cikk szerkesztőit annak laptörténete sorolja fel. Ez a jelzés csupán a megfogalmazás eredetét és a szerzői jogokat jelzi, nem szolgál a cikkben szereplő információk forrásmegjelöléseként.